# Єрусалимська сінематека
31°46′12″ пн. ш. 35°13′34″ сх. д. / 31.76990556° пн. ш. 35.22606111° сх. д.
Єрусалимська сінематека — сінематека і кіноархів у Єрусалимі, Ізраїль.
Єрусалимську сінематеку заснувала 1973 року Лія ван Лір. Спершу вона розташовувалася у Бейт-Аґроні в центрі Єрусалима. Нову будівлю біля стін Старого міста, поряд із долиною Гінном, було відкрито 1981 року. Її спорудження було профінансовано Фондом родини Островських, Jerusalem Foundation, Van Leer Foundation та приватними жертводавцями.
Крім кінозалів у Сінематеці розміщено Кіноархів Ізраїлю, у якому зберігаються фільми, зняті від 1920-х років дотепер, колекцію кінохронік Натана Аксельрода (Nathan Axelrod Newsreel Collection), Мультимедійний центр дослідження Голокосту ім. Джоан Сураської-Константінер (Joan Sourasky-Constantiner Holocaust Multimedia Research Center), відділ кіно- і медіаосвіти та кінематографічну бібліотеку імені Лью та Еді Вассерманів (Lew and Edie Wasserman Film Library).